# Apoteket

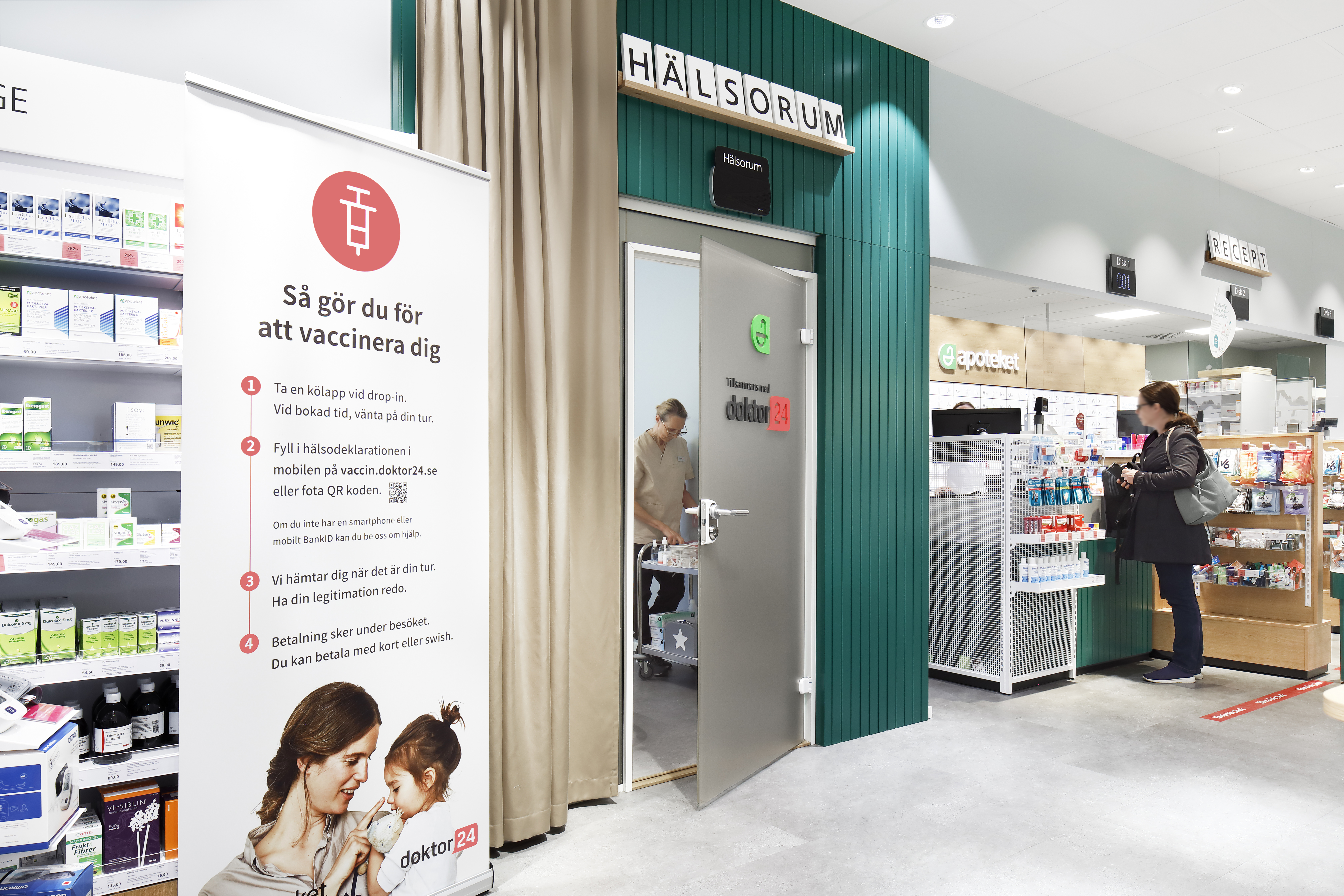
Hälsorum på Apoteket.

Apoteket är ett statsägt företag med uppgift att bedriva detaljhandel med läkemedel i Sverige. Apoteket har cirka 400 öppenvårdsapotek och cirka 580 apoteksombud över hela landet. Det är ett av fyra rikstäckande apoteksbolag i Sverige.  
Vilka läkemedel Apoteket får sälja regleras av den statliga myndigheten Läkemedelsverket medan Tandvårds- och läkemedelsförmånsverket bestämmer priser och vilka av dessa som ska subventioneras inom högkostnadsskyddet.
Fram till den 1 juli 2009 hade Apoteket ett avtal med staten som gjorde att bolaget hade ensamrätt att i Sverige driva detaljhandel med läkemedel, så kallad apoteksrörelse. 

## Verksamhet
Innan staten tog över apoteksrörelsen, krävdes apoteksprivilegium för att driva verksamhet. Sådana var länge ärftliga, men överläts som regel genom köp (privilegiehandel). Apoteket AB bildades 1971 som Apoteksbolaget AB, då apoteksväsendet förstatligades. Apoteket har cirka 400 apoteksbutiker i Sverige, 600 apoteksombud och e-handel .
Utöver apoteksverksamheten erbjuder Apoteket också läkemedelsförsörjning med tillhörande farmacitjänster till sjukhus, vårdcentraler, tandvårdskliniker, kommunala enheter och privata vårdbolag och arbetar även med hälsotjänster till arbetsgivare via så kallade Sjukhusapotek, samt har ApoDos-verksamhet i Sverige. Apoteket erbjuder även vaccinationer och hälsotjänster i samverkan med Doktor24.
Apotekets försäljning av receptfria läkemedel och varor skall ge vinst till ägarna. Distributionen av läkemedel och handelsvaror till Apotekets apotek sköts till största delen av grossistbolagen Tamro och Oriola samt Apotekets egen grossist Apopart.
Nuvarande egna varumärken är Apoteket, Apoliva och Försvarets. Under 2019 öppnade Apoteket Nordens till ytan största apotek i Töcksfors i syfte att nå norska kunder via gränshandel.

## Monopolställning bryts
Genom nya regler som trädde i kraft 1 juli 2009 bröts Apotekets ensamrätt att bedriva detaljhandel med vissa läkemedel. Monopolet ersättes med ett system där de som har fått tillstånd av Läkemedelsverket ska få bedriva detaljhandel med de läkemedel och varor som tidigare har omfattats av Apotekets ensamrätt. Handeln ska bedrivas på öppenvårdsapotek. För att få tillstånd måste de sökande dels uppfylla vissa krav på lämplighet, dels visa att man har förutsättningar att uppfylla en rad krav som ställs på verksamheten.
Av de totalt 945 st apotek som fanns innan monopolet släpptes, såldes 615 st apotek till följande bolag medan 330 st apotek stannade kvar i Apotekets ägo:
- Kluster 1 & 8 innehöll 208 st som förvärvades (2010-02-06 och 2010-02-07) av Apotek Hjärtat. Ägs av ICA Gruppen, ett av Nordens ledande detaljhandelsföretag.
- Kluster 2 innehöll 171 st som förvärvades (2010-02-20) av Kronans Droghandel. Ägs av Oriola-KD Corporation (Finsk sjukvårdsgrossist).
- Kluster 3-5 innehöll 62 st som förvärvades (mellan 2010-01-17 och 2010-01-24)[6] av Medstop. Ägs av riskkapitalbolaget Segulah.
- Kluster 6 & 7 innehöll 24 st som förvärvades (2010-02-28) av Vårdapoteket i Norden. Ägs av Investor och Priveq Investment.
- 150 st apotek överfördes  (2010-03-13) till Apoteksgruppen. Dessa apotek skulle på sikt ägas av småföretagare.

### Webbkällor
- ”Regeringen har avskaffat apoteksmonopolet”. Sveriges Radio. 1 juli 2009. http://www.sr.se/cgi-bin/gavleborg/nyheter/artikel.asp?artikel=2940368. Läst 1 juli 2009.[död länk]
- ”Regeringen vill avskaffa apoteksmonopol”. Sveriges Radio. 13 december 2006. Arkiverad från originalet den 29 mars 2009. https://web.archive.org/web/20090329144700/http://www.sr.se/cgi-bin/ekot/artikel.asp?Artikel=1091100. Läst 21 mars 2009.

### Fotnoter
1. ↑  4 § Tillkännagivande (2008:129) av avtal mellan staten och Apoteket AB om bolagets verksamhet (2008:129 )
2. ↑  ”Välkommen till Apoteket | För ett liv i hälsa | Apoteket”. www.apoteket.se. https://www.apoteket.se/. Läst 9 februari 2022.
3. ↑  ”Apoteket AB etablerar grossistfunktion”. Arkiverad från originalet den 2 juni 2011. https://web.archive.org/web/20110602185728/http://www.mynewsdesk.com/se/pressroom/apoteket_ab/pressrelease/view/apoteket-ab-etablerar-grossistfunktion-388784. Läst 18 augusti 2010. 2010-03-26 Pressrelease Apoteket AB
4. ↑  ”Nytt gränshandelsapotek i Töcksfors ska locka norrmän över gränsen”. https://www.mynewsdesk.com/se/apoteket_ab/pressreleases/nytt-graenshandelsapotek-i-toecksfors-ska-locka-norrmaen-oever-graensen-2890893. 2019-06-27 Pressmeddelande Apoteket
5. ↑  ”Viktigare lagar och förordningar inför halvårsskiftet 2009”. Arkiverad från originalet den 15 maj 2011. https://web.archive.org/web/20110515144421/http://www.regeringen.se/content/1/c6/12/83/07/c4225358.pdf. 2009-07-03 regeringen.se
6. ↑  ”Medstop först ut efter avreglering.”. Arkiverad från originalet den 20 november 2011. https://web.archive.org/web/20111120235355/http://www.medstop.se/sites/default/files/Medstop_f%C3%B6rst_ut_efter_avregleringen.pdf. 2010-01-11 Pressrelease Medstop